# 和田一雄
和田 一雄（わだ かずお、1932年 - ）は、日本の動物学者。京都大学霊長類研究所共同利用研究員。
1932年生まれ。元東京農工大学農学部教授。1970年京都大学より理学博士の学位を取得。論文の題は「オットセイの生態に関する研究」 。

## 著書
- 和田一雄; 伊藤徹魯 (1999), 鰭脚類 : アシカ・アザラシの自然史, 東京大学出版会, ISBN 4130601733
- 和田一雄; 伊藤徹魯; 新妻昭夫; 羽山伸一; 鈴木正嗣 (1986), ゼニガタアザラシの生態と保護, 東海大学出版会, ISBN 4486009258

## 論文
- 国立情報学研究所収録論文 国立情報学研究所